# Joseba Agirre
Joseba Agirre López (Ortuella, 17 marzo 1964) è un allenatore di calcio ed ex calciatore spagnolo, di ruolo centrocampista, tecnico del Betis femminile.

## Carriera

### Club
Cresciuto nel Sestao Sport Club, viene acquistato dall'Athletic Bilbao che lo "gira" alla squadra riserve" nella stagione 1983-1984. Dopo un paio d'anni viene "promosso" alla prima squadra, debuttando in Primera División spagnola il 9 settembre 1984 nella partita Siviglia-Athletic Bilbao 3-0. Rimane comunque in forza alla squadra riserve per altri due campionati, al termine dei quali passa in pianta stabile ai rojiblancos.
Dopo tre stagioni viene acquistato dal Burgos, società con cui disputa altri quattro campionati, tre dei quali nella massima serie spagnola.
Dopo una stagione al Celta Vigo, termina la carriera all'Alavés nel 1996.

### Allenatore
Dalla stagione 2015-2016 è responsabile tecnico dell' Athletic Bilbao femminile, squadra che disputa la Primera División Femenina de España, livello di vertice del campionato spagnolo di categoria, e con la quale si laurea campione di Spagna, riportando in bacheca il trofeo che mancava alla società da nove stagioni.

## Palmarès

### Allenatore

#### Club
- Primera División Femenina de España: 1

Athletic Bilbao: 2015-2016